# Postgebouw (Sint-Niklaas)
Het Postgebouw is een bouwwerk in de Belgische stad Sint-Niklaas. Het hoekgebouw ligt zowel aan de oostelijke zijde van de Grote Markt als aan de Apostelstraat.

## Geschiedenis
Tot 1889 stond er op die plek een gendarmeriegebouw. In 1902 werd het Postgebouw gebouwd in Vlaamse neorenaissancestijl. In 2009 sloot het postkantoor definitief de deuren, waarna het dienst deed als onder andere woongelegenheid (op de eerste verdieping) en restaurant. In 2020 werd het een callcenter.

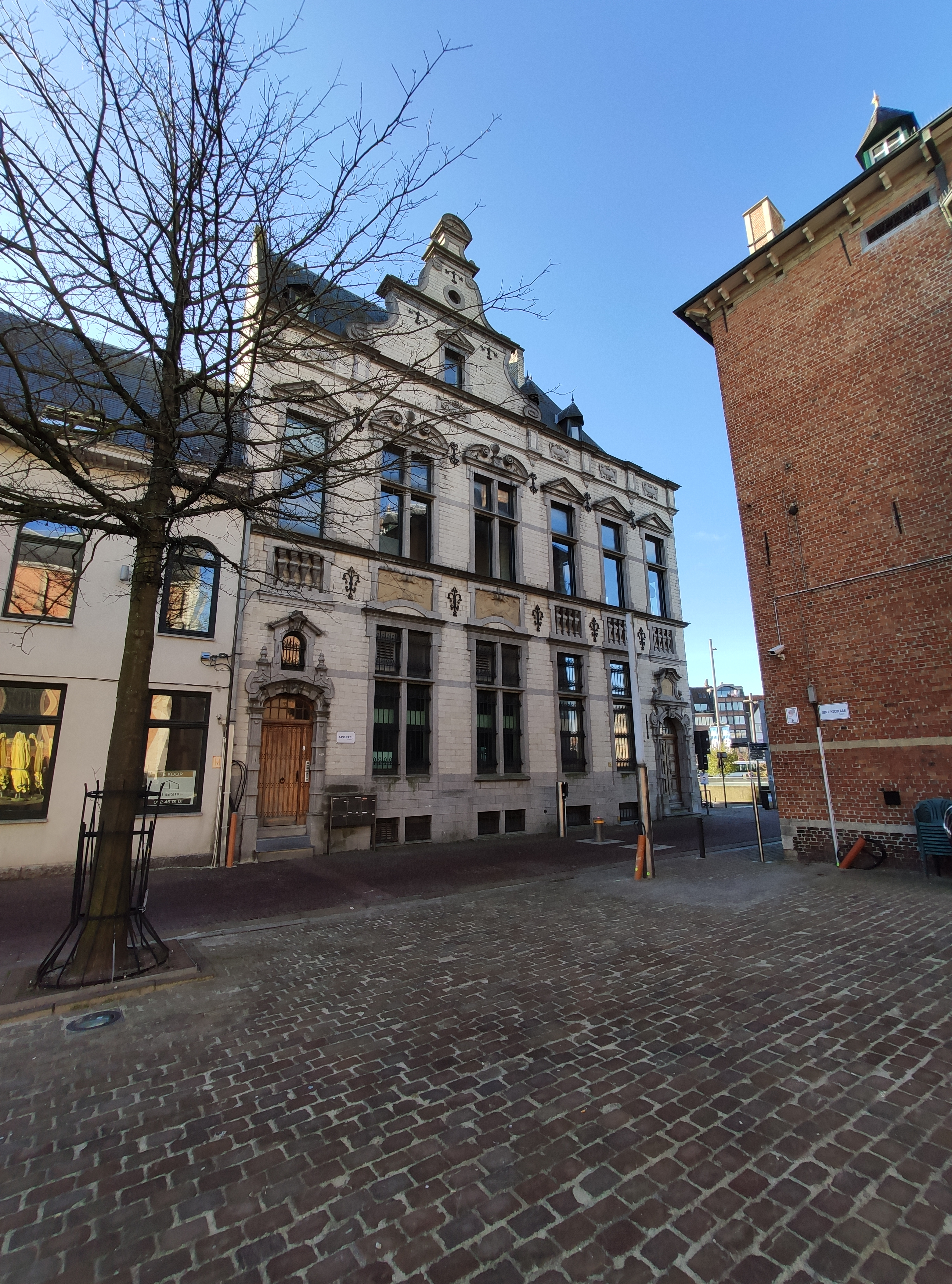
De zijgevel van het Postgebouw en de achtergevel van de Cipierage